# 21791 Mattweegman
21791 Mattweegman (1999 SR7) là một tiểu hành tinh vành đai chính được phát hiện ngày 29 tháng 9 năm 1999 bởi Nhóm nghiên cứu tiểu hành tinh gần Trái Đất phòng thí nghiệm Lincoln ở Socorro.